# Eidmannella delicata
Eidmannella delicata är en spindelart som beskrevs av Willis J. Gertsch 1984. Eidmannella delicata ingår i släktet Eidmannella och familjen grottspindlar. Inga underarter finns listade i Catalogue of Life.